# Sparta Rotterdam 2010-2011

## Rosa
Rosa aggiornata a luglio 2011
| N. |                        | Ruolo | Calciatore           |
| -- | ---------------------- | ----- | -------------------- |
|    | Paesi Bassi (bandiera) | P     | Marco van Duin       |
|    | Paesi Bassi (bandiera) | P     | Roy Kortsmit         |
|    | Germania (bandiera)    | P     | Nico Pellatz         |
|    | Paesi Bassi (bandiera) | D     | Crescendo van Berkel |
|    | Paesi Bassi (bandiera) | D     | Robert van Boxel     |
|    | Paesi Bassi (bandiera) | D     | Henk Dijkhuizen      |
|    | Paesi Bassi (bandiera) | D     | Toine van Huizen     |
|    | Paesi Bassi (bandiera) | D     | Gijs Luirink         |
|    | Belgio (bandiera)      | D     | Pieter Nys           |
|    | Paesi Bassi (bandiera) | D     | Donovan Slijngard    |
|    | Paesi Bassi (bandiera) | C     | Iliass Bel Hassani   |
|    | Paesi Bassi (bandiera) | C     | Jaime Bruinier       |

| N. |                        | Ruolo | Calciatore        |
| -- | ---------------------- | ----- | ----------------- |
|    | Paesi Bassi (bandiera) | C     | Danny Buijs       |
|    | Paesi Bassi (bandiera) | C     | Mimoun Mahi       |
|    | Paesi Bassi (bandiera) | C     | Steef Nieuwendaal |
|    | Paesi Bassi (bandiera) | C     | Jens van Son      |
|    | Capo Verde (bandiera)  | C     | Toni Varela       |
|    | Paesi Bassi (bandiera) | A     | Mario Bilate      |
|    | Paesi Bassi (bandiera) | A     | Sandro Calabro    |
|    | Paesi Bassi (bandiera) | A     | Donovan Deekman   |
|    | Paesi Bassi (bandiera) | A     | Paul Gladon       |
|    | Paesi Bassi (bandiera) | A     | Roald van Hout    |
|    | Paesi Bassi (bandiera) | A     | Quenten Martinus  |
|    | Brasile (bandiera)     | C     | Daniel Bessa      |